# Кандор (Северна Каролина)
Кандор (енгл. Candor) град је у америчкој савезној држави Северна Каролина.

## Демографија
По попису из 2010. године број становника је 840, што је 15 (1,8%) становника више него 2000. године.
| Група             | 2000.       | 2010.       |
| Белци             | 530 (64,2%) | 391 (46,5%) |
| Афроамериканци    | 72 (8,7%)   | 90 (10,7%)  |
| Азијати           | 0 (0,0%)    | 3 (0,4%)    |
| Хиспаноамериканци | 223 (27,0%) | 341 (40,6%) |
| Укупно            | 825         | 840         |